# 水越幸一

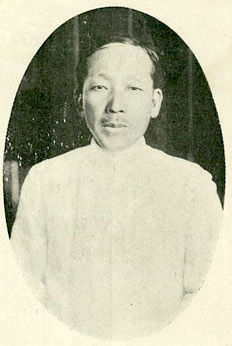
水越幸一

水越 幸一（みずこし こういち、1879年（明治12年）6月6日 - 没年不詳）は、台湾総督府官僚。

## 経歴
山梨県出身。1909年（明治42年）、東京帝国大学法科大学政治科選科を卒業し、東京市主事となった。1912年（大正元年）、高等学校卒業検定試験に合格し、東京帝国大学法科大学政治家を卒業。高等文官試験に合格し、台湾総督府事務官、内務局地方課長、総督官房審議室勤務、交通局理事を歴任。1929年（昭和4年）、台中州知事となり、1931年（昭和6年）に退官した。
その後は台北市会議員、台北商業会議所理事を務めた。